# 為替
為替（かわせ）は、為替手形や小切手、郵便為替、振込など、現金以外の方法によって、貨幣を決済する方法の総称である。遠隔地への送金手段として、現金を直接送付する場合のリスク回避のために用いられる。特に輸出入をする際に用いられている。
為替は、内国為替と外国為替の2種類に区別される。内国為替とは、金融機関が、国内の遠隔地で行われる債権・債務の決済を、現金の移送を行わずに決済する方法である。外国為替とは、通貨を異にする国際間の貸借関係を、現金を直接輸送することなく、為替手形や送金小切手などの信用手段によって決済する方法である。
為替は、本来商取引に伴う貨幣運搬のリスクと流通経費の発生が生じる事があるため手形等で取引をするものである。この関係の発生の仕組みを代金受け取り（あるいは相殺する）権利の売買と看做すか、一定期日に返済を行うことを前提とする一種の利子（為替の売買の際に発生する差益が利息であるとする）を伴う信用貸付であるのかが中世以来ずっと議論されてきた。利息を伴った貸付を禁じる一方で為替の運用で資金の安定供給を得ていた教皇庁の立場の影響を受けているヨーロッパ大陸では前者を支持する意見が強く、宗教改革や重商主義でこれらの国々と競ってきたイギリスでは後者の意見が強い。この論争はマルクス経済学の影響で日本にも伝えられ、戦後のマルクス経済学者間でも論争が行われた。

## 歴史
古代バビロニアや古代エジプト、8世紀のイスラム帝国にも為替手形は存在したという説もある。ただし、今日の為替の仕組みに直接繋がる可能性は低く、たとえ実在するとしても起源とするのには不適切だとするのが一般的である。例えば古代エジプトでは、穀物を倉庫に預けた「預かり証」が有価証券として流通するシステムが存在したが、これは古代ローマの支配により貨幣の流通が一般的になったがために断絶してしまい、現在の為替とは直接繋がるものではない。
また中国大陸でも唐代に預かり手形として交子が生まれるが、やがて兌換紙幣、そして不換紙幣へと変遷していくことになり、為替というよりは紙幣の起源に連なるものである。
中世の為替取引には今日の鋳貨同士による両替に相当する小口為替（petty exchange）とそこから派生した証券を仲介とする証書為替（exchange by bills）が存在した。今日の為替取引の原型は後者にあたる。13世紀の北イタリアの都市で両替に伴う貨幣運搬の危険性を避けるために公証人を間に立てて支払いを取り決めた公正証書を作成させたのが始まりとされている。
この仕組みを促進させたのは当時の教会と大商人たちである。前者は教皇が十分の一税を徴収するために行われたもので、各キリスト教国で徴収事務を扱った両替商がその税収を原資としてローマやイタリア各地にある教皇庁御用の両替商や大商人の為に物資を販売し、その売掛金の代金受け取りを約束した公正証書を教皇庁に送り、教皇庁が御用商人から売掛金を回収することで税収相当の金銭を得ていた。後者はシャンパーニュの大市などの大市を確定日として振り出された手形を商品購入希望者が買い、大市当日に手形を提示することで代金を支払っていたためである。やがて後者は15世紀ごろに従来の持参人支払いの公正証書から現在の為替手形の形式に変わっていくことになる。

### 日本の為替の歴史
日本は、江戸時代の大坂を中心に為替（手形）による取引が発達して、当時の世界ではもっとも優れた送金システムを築き上げた。
日本の「かわせ」の語は中世、「交わす」（交換する）の連用形「かわし」と呼ばれていたものが変化したものである。日本で「為替」という言葉が生まれたのは、鎌倉時代である。この時代、鎌倉で俸給をもらう下級役人が現れており、俸給として鎌倉に入って来る年貢を先取りする権利が与えられた。その際に権利証書として「為替」が発行されたのである。あるいは、大番役を勤める中小の御家人が、地元の所領からそれぞれが金銭や米を持ち込まなくとも、大口の荘園や有力御家人の年貢の運送に便乗する形で、鎌倉や京都で金銭や米を受け取るシステムとして、為替の仕組みが生まれている。つまりこの時代の為替は、金銭のみならず米その他の物品の授受にも用いられていたのである。
いわゆる金銭のみの授受としての、日本で最古の為替の仕組みは室町時代の大和国吉野で多額の金銭を持って山道を行くリスクを避けるために考えられ、寛永年間に江戸幕府の公認を受けた制度であるとされている。吉野には大坂などの周辺地域の商人も出入しており、大坂商人の為替はこれを参照したとする説もある。また、鎌倉時代以来存在した割符との関係も指摘されている。
江戸時代の日本では、政治・消費都市である江戸と経済的中心である大坂（更に商工業が発展した日本の首都・京都を加える場合もある）の間で商品の流通が盛んになった。それは多額かつ恒常的な貨幣流通の需要を生じさせるとともに、支払手段としての貨幣機能の発展、信用取引の発展を促して、両替商あるいは大都市それぞれに店舗を持つ大商人を仲介とした為替取引を発達させた。
例えば、江戸の住人・「甲」が金100両を大坂在住の「乙」に送金する場合、江戸の両替商「丙」に100両を預けて、「丙」は代わりに為替手形と置手形の2通を作成して「甲」に渡す。「甲」は為替手形のみを大坂の「乙」に送付し、置手形は保管する。江戸からの為替手形を受け取った「乙」は、その裏側に裏書を行った後に「丙」によって指定された大坂の「丁」（「丙」の支店あるいは取引先であることが多い）に為替手形を渡して金100両を受け取る。その後、「丁」は江戸の「丙」に為替手形を返送し、これを受け取った「丙」は、「乙」の裏書を証拠として「甲」から置手形を取り戻した。この他にも両替商間で予め一定額限度で相手側からの支払要請の受理を保証することを約束しあった空置手形や、予め両替商に預け入れていることを示す預金証書である預り手形や預金者が預金先である両替商に対して振り出す振手形などが存在し、最終的には「丙」と「丁」の間における相互の手形の差引および相殺によって処理した。
特に江戸・大坂間では消費都市である江戸の商人達からの支払のための手形と商業都市である大坂からの江戸幕府の大坂城御金蔵や藩の蔵屋敷における米や物産の売却代金を幕府中枢および諸藩の江戸藩邸に御用両替商を通じて送金するための手形（幕府ではこれを「公金（江戸）為替」と称した）が行き交っており、大坂の両替商は幕府や諸藩から依頼された送金用の金銭で江戸から流れてきた下為替を買い入れて（国内為替市場の形成）、江戸の両替商に送り、江戸の両替商はそれを江戸の商人達から取り立ててその代金を大坂の両替商に代わって幕府や諸藩に納付していた。また商人間でも、蔵屋敷の保管証明書（蔵預かり切手）が売買され、実質的な為替として流通していた。
こうした手形のやり取りが両替商達の信用力を高めて行くとともに、集められた資金は投資や貸付資金などにも流用されて、日本の近代資本主義の成立に欠かせない信用機関の発展と都市商業資本の集積に貢献したとする見方が強い。前述の公金為替は全くの無報酬であったが、商人が公金を預かっている間は自由に資金として運用できたため、運転資金の融資を無利息で受けているに等しかった。それだけに江戸幕府崩壊と銀目の廃止（銀目廃止令）、廃藩置県に伴う、経済構造の変化は為替に対する信用不安を生み出す可能性が出てきた。このため、政府は遅々として進まない商法制定の中でいち早く手形・為替関連法（為替手形約束手形条例）を整備するとともに、国立銀行 (明治)の設置などの金融政策を取っていくことになった。

## 現代の日本における為替取引
現代の日本では、為替取引とは「顧客から、隔地者間で直接現金を輸送せずに資金を移動する仕組みを利用して資金を移動することを内容とする依頼を受けて、これを引き受けること、又はこれを引き受けて遂行すること」と定義される。資金決済サービスの利用者保護等の理由により、銀行、信用金庫等の金融機関のみが為替取引を行うことができる。

### 内国為替制度（全銀システム）
全国銀行データ通信システム（全銀システム）のことを、特に内国為替制度と呼ぶ場合もある。全銀システムは、個人や企業がB銀行に対する送金をA銀行に依頼した場合などに、金融機関同士の決済を行うための仕組みである。全銀システムでは、日本国内のすべての銀行の貸借関係が相殺され、過不足が日銀当座勘定で清算される。全銀システムの運営は一般社団法人全国銀行協会（旧東銀協から継承）に設けられた内国為替運営機構が行っている。なお、銀行に限らず、信用金庫、信用組合、農業協同組合、漁業協同組合（信用事業を行っている場合に限る）など、それ以外の金融機関も全銀システムに加入しており、内国為替制度が利用できる。そのため他の金融機関への振込みは相互に可能である。ゆうちょ銀行は以前全銀システムへ加入が認められなかったため、特定の金融機関としか相互送金ができなかったが、2009年1月5日に全銀システムへの接続を開始し内国為替制度を利用できるようになった。

### 郵便為替（現・ゆうちょ銀行の「為替」）
郵便為替法に基づく「簡易で確実な送金の手段」として、逓信省・郵政省・総務省郵政事業庁・日本郵政公社が行っていた。省庁・公社が為替証書を発行、もしくは電信によって送金を行うため、内国為替制度と異なり資金を送る側・受け取る側の一方もしくは双方が口座を持っていなくても送金が可能であった。2007年10月1日の郵政民営化後はゆうちょ銀行が「為替」の名称でほぼ同等のサービスを行っているが、民営化前とは根拠法令や制度が大きく異なっている。

## その他
和文通話表で、「か」を送る際に「為替のカ」という。